# 松永武
松永 武（まつなが たけし、1975年 11月6日 - ）は、日本の実業家、お風呂のソムリエ、お風呂が好きすぎて脱サラ！5万点以上を試すバスグッズマニア、文化人タレント。バスリエ株式会社代表、一般社団法人HOT JAPAN代表理事、サウナ倶楽部「サーマルクライムスタジオ富士」オーナー。温泉や銭湯、自宅のお風呂など、様々なお風呂の楽しみ方を日々探索中。『マツコの知らない世界』『ヒルナンデス!』他多数メディア出演。富山県高岡市出身。

## 経歴
富山県高岡市にある町の家電屋に生まれる。小学生の頃から父親にくっついてエアコンの取り付けとか手伝いをしていた。
高校中退後、鳶や音楽関係の職に就き、18歳からは自動車の販売店に勤め店長・オークションバイヤーを務める。
24歳で東京に上京。作詞作曲活動をしながらライブハウスでアルバイト。薄給のためビックカメラなどの家電量販店にも務めた。対面販売を工夫し、売上日本一を記録する。
その後、寝具メーカーへ入社。練馬区江古田に住んでいたので会社のある千葉県我孫子市から帰えると夜中の1時2時、結果、睡眠3時間という暮らしが続いた。自身の体験から「良い眠りには良いお風呂が大切」と考え、2005年にバスリエを創業。寝具メーカーからお風呂グッズまで手掛ける専門店「お風呂のソムリエSHOP！」をネットで開業。社名「バスリエ」の由来はお風呂（bath）とワインなどで知られるソムリエを合わせた造語。
2016年には日本のお風呂文化をユネスコの無形文化遺産へ登録することを目指す一般社団法人HOT JAPANを設立。
2017年2月6日（お風呂の日）に日本初の「バスリエ資格制度」（バスリエ検定）を立ちあげる。今まで温泉入浴指導員・温泉入浴指導士・温泉ソムリエの資格を取得した松永だったが、基本的な入浴法や温泉の成分分析の見方を教えてくれるものが多く、お風呂で最も大切にしている「お風呂を通じて気持ち・想いを伝える」というようなものがなかったのが新設の理由だった。
2019年5月、自身のYouTubeチャンネル『お風呂マニア松永武のふろチャン』を開設。バスグッズマニアが、お風呂のグッズや楽しみ方を伝える番組。
2020年10月、スターダストプロモーションのグループ会社、専門家のマネジメントを行なうスターダストマーケティング（SDM）に所属。
2022年3月7日、富士山の麓・静岡県裾野市に「サーマルクライムスタジオ」をオープン。構想10年、世界各地のサウナを体験ができるテーマパーク施設。
2023年3月7日、日本文芸社から初の著書「とことん楽しむサウナの世界～初心者から上級者まで、活用メソッド徹底解説～」を出版。サウナの利用法と効果を紹介するディープな世界の実用書。サウナの日に合わせて3月7日に発売した。
現在は、テレビ・雑誌メディアを中心にバスグッズマニアとして出演。バスグッズの商品開発にも携わり各種イベントを開催。ECサイト「BATHIER」でお風呂グッズのショップを運営の運営に加え「今の仕事にお風呂をプラス」をコンセプトにした「＋バスリエ」事業を立ち上げ。お風呂セミナーや、入浴剤のワークショップ、バスリエ検定、商品企画や卸売りを手掛ける。

## 人物
- 血液型はO型。身長172cm[9]。
- 大切にしている言葉は「経営はお風呂」「入浴は技術」「お風呂は文化」「文化なくして経済ナシ・経済なくして文化ナシ」[2]

## お風呂のこだわり
- お風呂は洗う「場」ではなく「暮らす」空間として提唱しお風呂を通じて暮らしを豊かにするため「全人類！お風呂のソムリエ化計画」を遂行中[10]。夢はお風呂を通じて世界を平和にすること[11]。
- バスグッズは5万点以上、シャワーヘッドは600種類以上のシャワーヘッドを試した[12]。
- 独立して新会社を立ち上げようと思ったとき「妻がやってくれたのって、なんかお風呂のソムリエみたいだな」っていうところからショップ名が『お風呂のソムリエSHOP！』になって、会社名が『バスのソムリエ』で、『バスリエ（Bathlier）』となった[1]。
- お風呂の文化がないとモノは売れないと考えて、HOT JAPANという一般社団法人を立ち上げた。お風呂に関わる企業や団体と繋がり、最終的には日本の風呂文化をユネスコの無形文化遺産に登録することを目指す。イベントやセミナー、日本のお風呂の良さを世界に広げる活動を行う[1]。

## 資格
- 温泉ソムリエ[9]
- 温泉入浴指導員[9]
- 温泉健康指導士[9]

## 出演
出典は公式サイト、芸能事務所プロフィール

### テレビ
- 「ズームイン!!サタデー」（日本テレビ）
- 「めざましテレビ」（フジテレビ）
- 「1億3000万人のSHOWチャンネル」（日本テレビ）
- 「ラヴィット!」（TBSテレビ）
- 「今田耕司のネタバレMTG」（読売テレビ）
- 「サタデープラス」（TBSテレビ）
- 「王様のブランチ」（TBSテレビ）
- 「真夜中のブランチ」（TBSテレビ）
- 「メレンゲの気持ち」（日本テレビ）
- 「なないろ日和!」（テレビ東京）
- 「ワケあり!レッドゾーン」（読売テレビ）
- 「オータケ・サンタマリアの100まで生きるつもりです」（テレビ朝日）
- 「なかい君の学スイッチ」（TBSテレビ）
- 「日本人の3割しか知らないこと くりぃむしちゅーのハナタカ!優越館」（テレビ朝日）
- 「ヒルナンデス」（日本テレビ）
- 「グッド!モーニング」（テレビ朝日）
- 「ジョブチューン アノ職業のヒミツぶっちゃけます!」（TBSテレビ）
- 「スクール革命!」（日本テレビ）
- 「ヒルナンデス」（日本テレビ）
- 「雨上がりの「Aさんの話」〜事情通に聞きました!〜」（朝日放送）
- 「櫻井・有吉THE夜会」（TBSテレビ）
- 「マツコの知らない世界」（TBSテレビ）
- 「ニノさん」（日本テレビ）
- 「ホンマでっか！？TV」（フジテレビ）

### 雑誌
- CanCam（小学館）
- CHANTO（主婦と生活社）
- DIME（小学館）
- GetNavi（ワン・パブリッシング）
- MEN'S CLUB（ハースト婦人画報社）
- MEN'S NON-NO（集英社）
- MonoMax（宝島社）
- MONOQLO（晋遊舎）
- SPRiNG（宝島社）
- up PLUS（アップマガジン）
- ターザン（マガジンハウス）
- 週刊大衆（双葉社）
- 女性自身（光文社）
- 女性セブン（小学館）
- 婦人画報（ハースト婦人画報社）
- まんまる（イートファクトリー）

## 書籍
- 「とことん楽しむサウナの世界～初心者から上級者まで、活用メソッド徹底解説～」（日本文芸社、2023年3月7日）　ISBN 978-4537220926